# Un soir quand on est seul
Un soir quand on est seul est une « fantaisie » en un acte et en vers libres de Sacha Guitry, représentée pour la première fois sur la scène du théâtre des Bouffes-Parisiens, le 2 juin 1917.

## Distribution
- Lui : Sacha Guitry
- Sa fantaisie : Gaby Morlay
- Sa conscience : Jane Iribe
- Sa mémoire : Pierrette Madd
- Sa volonté : Lucy Barlow

## Reprises
La pièce a été reprise notamment par André Dussollier en 2012.